# Fernão Álvares Pereira
Fernão Álvares Pereira, ou simplesmente Fernão Pereira (? - a. 30 de Julho de 1385), foi um nobre português.

## Biografia
Fernão Álvares Pereira era filho primogénito de D. Álvaro Gonçalves Pereira e de Iria Gonçalves do Carvalhal, meio-irmão mais novo de Rodrigo Álvares Pereira, D. Frei Pedro Álvares Pereira e Diogo Álvares Pereira, e irmão mais velho de D. Nuno Álvares Pereira.
Foi legitimado por Carta Real de D. Pedro I de Portugal de 24 de Julho de 1361 como Fernão Álvares.
Como Fernando Álvares Pereira teve de D. Fernando I de Portugal o Castelo de Elvas, Carta de Privilégio de Fidalgo e doação dum lugar em Portalegre.
A 30 de Julho de 1385, D. João I de Portugal doou a «eirea gllz madre do destabre» todos os bens móveis e de raiz que ficaram por morte de seu filho Fernão Pereira, os quais bens foram de Paio Rodrigues Marinho, Alcaide de Campo Maior, e os perdeu por dar o dito castelo e vila ao Rei de Castela.
A 20 de Agosto de 1385, D. João I de Portugal confirma a Martim Gonçalves, tio materno de Fernão Pereira, a doação dos bens que este tinha em Tavira (quartos, quintos, oitavas, direitos de pão, vinho, adega e louça, moinhos da Ribeira, fornos, hortas, foros do Figueiral dos Arroios) que, com sua Autorização Real, lhe doara seu sobrinho materno D. Nuno Álvares Pereira.